# Іст-Мід Тауншип (округ Кроуфорд, Пенсільванія)
Іст-Мід Тауншип (англ. East Mead Township) — селище (англ. township) в США, в окрузі Кроуфорд штату Пенсільванія. Населення — 1316 осіб (2020).

## Демографія
Згідно з переписом 2010 року, у селищі мешкали 1493 особи в 590 домогосподарствах у складі 419 родин. Було 658 помешкань
Расовий склад населення:
| - 98,1 % — білих - 0,3 % — чорних або афроамериканців - 0,3 % — азіатів - 0,1 % — корінних американців |

До двох чи більше рас належало 1,1 %. Частка іспаномовних становила 0,7 % від усіх жителів.
За віковим діапазоном населення розподілялося таким чином: 24,3 % — особи молодші 18 років, 61,4 % — особи у віці 18—64 років, 14,3 % — особи у віці 65 років та старші. Медіана віку мешканця становила 41,1 року. На 100 осіб жіночої статі у селищі припадало 101,5 чоловіків;  на 100 жінок у віці від 18 років та старших — 101,1 чоловіків також старших 18 років.
Середній дохід на одне домашнє господарство  становив 57 253 долари США (медіана — 46 417), а середній дохід на одну сім'ю — 67 508 доларів (медіана — 64 531). Медіана доходів становила 41 538 доларів для чоловіків та 28 173 долари для жінок. За межею бідності перебувало 11,0 % осіб, у тому числі 16,5 % дітей у віці до 18 років та 5,3 % осіб у віці 65 років та старших.
Цивільне працевлаштоване населення становило 749 осіб. Основні галузі зайнятості: виробництво — 26,7 %, освіта, охорона здоров'я та соціальна допомога — 17,9 %, будівництво — 7,9 %, роздрібна торгівля — 7,7 %.